# Dream with Me
Dream with Me to drugi studyjny, a jednocześnie pierwszy wydany pod szyldem dużej wytwórni album Jackie Evancho. Jego premiera miała miejsce 3 czerwca 2011 w formacie digital download, a tradycyjne CD wydano 14 czerwca. Na płycie znalazło się 12 coverów w tym dwa duety: z Barbrą Streisant w utworze Somewhere, oraz z Susan Boyle w piosence A Mother's Prayer, oraz dwie oryginalne kompozycje. Album był promowany trasą Dream with Me Tour w ramach której Evancho dała 18 koncertów.

## Lista utworów
1. "When You Wish Upon a Star"   (Leigh Harline, Ned Washington) - 3:41
2. "Nella Fantasia"  	(Ennio Morricone, Chiara Ferrau)	- 4:18
3. "A Mother's Prayer (z Susan Boyle)"  	(David Foster, Carole Bayer Sager) - 4:28
4. "Nessun Dorma"  	(Giacomo Puccini, Giuseppe Adami, Renato Simoni)	- 3:13
5. "Angel"  	(Sarah McLachlan)	-5:22
6. "O mio babbino caro"  	(Giacomo Puccini, Christopher Todd Landor)	- 2:20
7. "Somewhere (z Barbra Streisand)"  	(Leonard Bernstein, Stephen Sondheim)	- 3:51
8. "All I Ask of You"  	(Charles Hart, Andrew Lloyd Webber, Richard Stilgoe)	- 3:55
9. "Ombra mai fu"  	(Georg Friedrich Händel)	- 3:34
10. "Lovers"  	(Shigeru Umebayashi)	- 5:01
11. "Imaginer"  	(Walter Afanasieff, Lara Fabian)	4:56
12. "The Lord's Prayer"  	(Albert Hay Malotte)	3:40
13. "To Believe"  	(Matthew Evancho)	- 4:28
14. "Dream With Me"  	(David Foster, Linda Thompson, Jackie Evancho)	- 2:09

### Edycja deluxe
1. "Someday"  	- 3:56
2. "Mi Mancherai (Il Postino)"  	 - 4:04
3. "The Impossible Dream"  	- 3:50
4. "A Time For Us"  	- 3:14

## Notowania
| Lista (2011)                              | Najwyższa pozycja |
| ----------------------------------------- | ----------------- |
| Kanada (Canadian Albums Chart)            | 5                 |
| Irlandia (IRMA)                           | 15                |
| Meksyk (Top 100 Mexico)                   | 26                |
| Nowa Zelandia (RIANZ)                     | 8                 |
| Wielka Brytania (Official Charts Company) | 4                 |
| Japonia(Official Charts Company)          | 37                |
| USA (Billboard 200)                       | 2                 |
| USA (Billboard' s Top Classical Albums)   | 1                 |
| USA (Billboard Top Digital Albums)        | 9                 |
| USA (DWMIC)                               | 1                 |